# Leventina
Het district Leventina is een bestuurlijke eenheid binnen het kanton Ticino. Het district heeft een oppervlakte van 497,9 km² en heeft 10.113 inwoners (eind 2004).
Tot het district behoren de volgende cirkels en gemeenten:

## Indeling
Het district bestaat uit de volgende cirkels (circoli) en gemeenten (communi):

### Circolo d'Airolo
| Gemeentenaam | Inwoners (31/12/2016) | Oppervlakte (km²) |
| ------------ | --------------------- | ----------------- |
| Airolo       | 1526                  | 94,4              |
| Bedretto     | 109                   | 75,2              |

### Circolo di Faido
| Gemeentenaam | Inwoners (31/12/2016) | Oppervlakte (km²) |
| ------------ | --------------------- | ----------------- |
| Faido        | 2978                  | 132,7             |

### Circolo di Giornico
| Gemeentenaam | Inwoners (31/12/2023) | Oppervlakte (km²) |
| ------------ | --------------------- | ----------------- |
| Giornico     | 1694                  | 26,0              |
| Personico    | 309                   | 39,1              |
| Pollegio     | 854                   | 5,9               |

### Circolo di Quinto
| Gemeentenaam    | Inwoners (31/12/2016) | Oppervlakte (km²) |
| --------------- | --------------------- | ----------------- |
| Dalpe           | 192                   | 14,5              |
| Prato Leventina | 424                   | 16,9              |
| Quinto          | 1069                  | 75,2              |

## Verkeer
Het district Leventina wordt doorsneden door de rivier de Ticino. Bij de plaats Airolo bevinden zich de zuidelijke uitgangen van de Gotthard-spoorwegtunnel en de Gotthard-wegtunnel. Vanaf Airolo loopt het Leventina aan de zuidkant van de Gotthardpas naar Biasca, maar veel mensen vergeten het lieflijke Valle Bedretto. Bedrotto ligt aan deNufenenpas. 

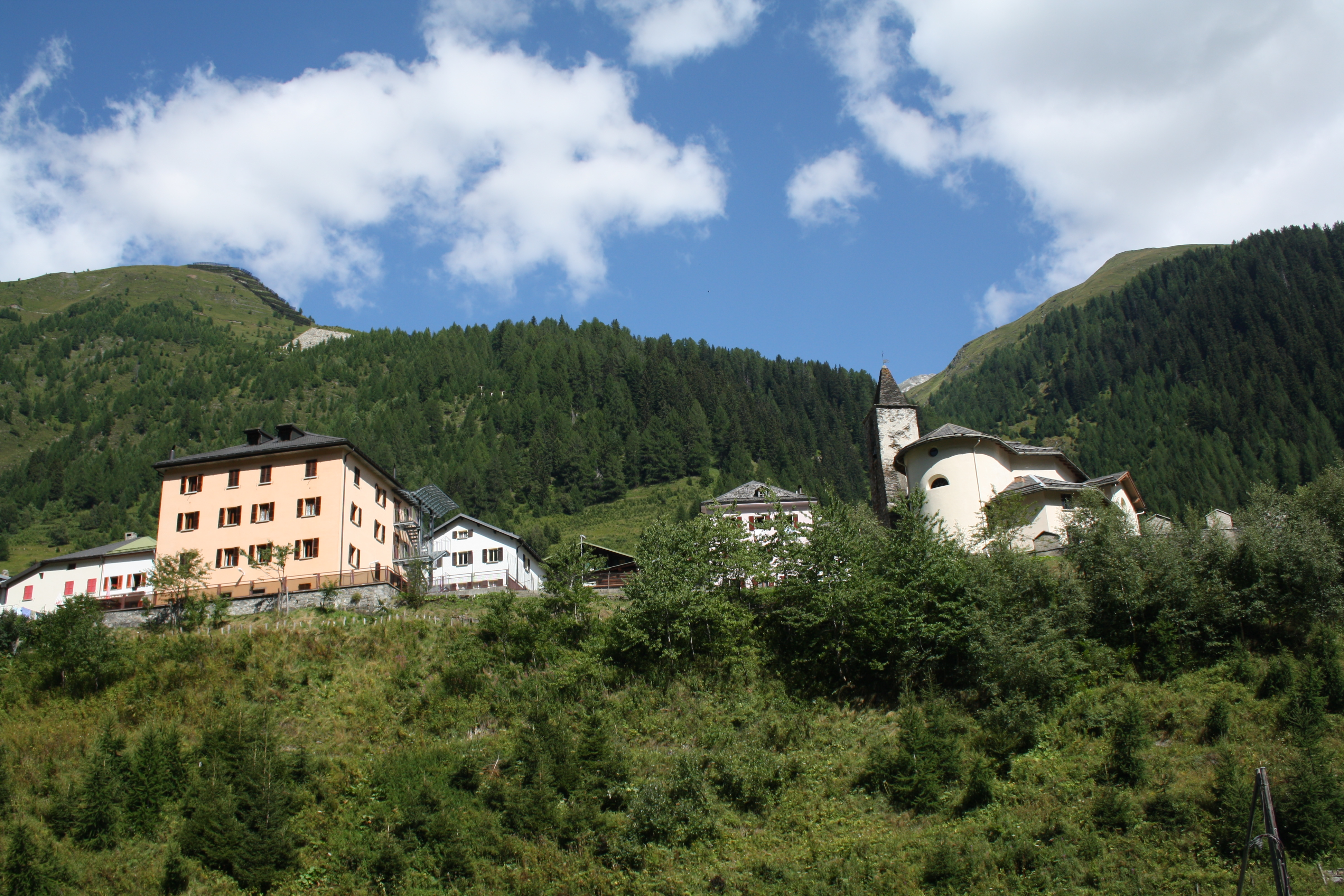
Stadje in de Valle Bedretto, onderweg naar de top van de Nufenenpas.

 De weg en spoorweg volgen vanaf dat punt de rivier richting Biasca en Bellinzona. Slechts enkele kilometers van Airolo komt men in Quinto. Dit dorpje is bekend om zijn trein. 

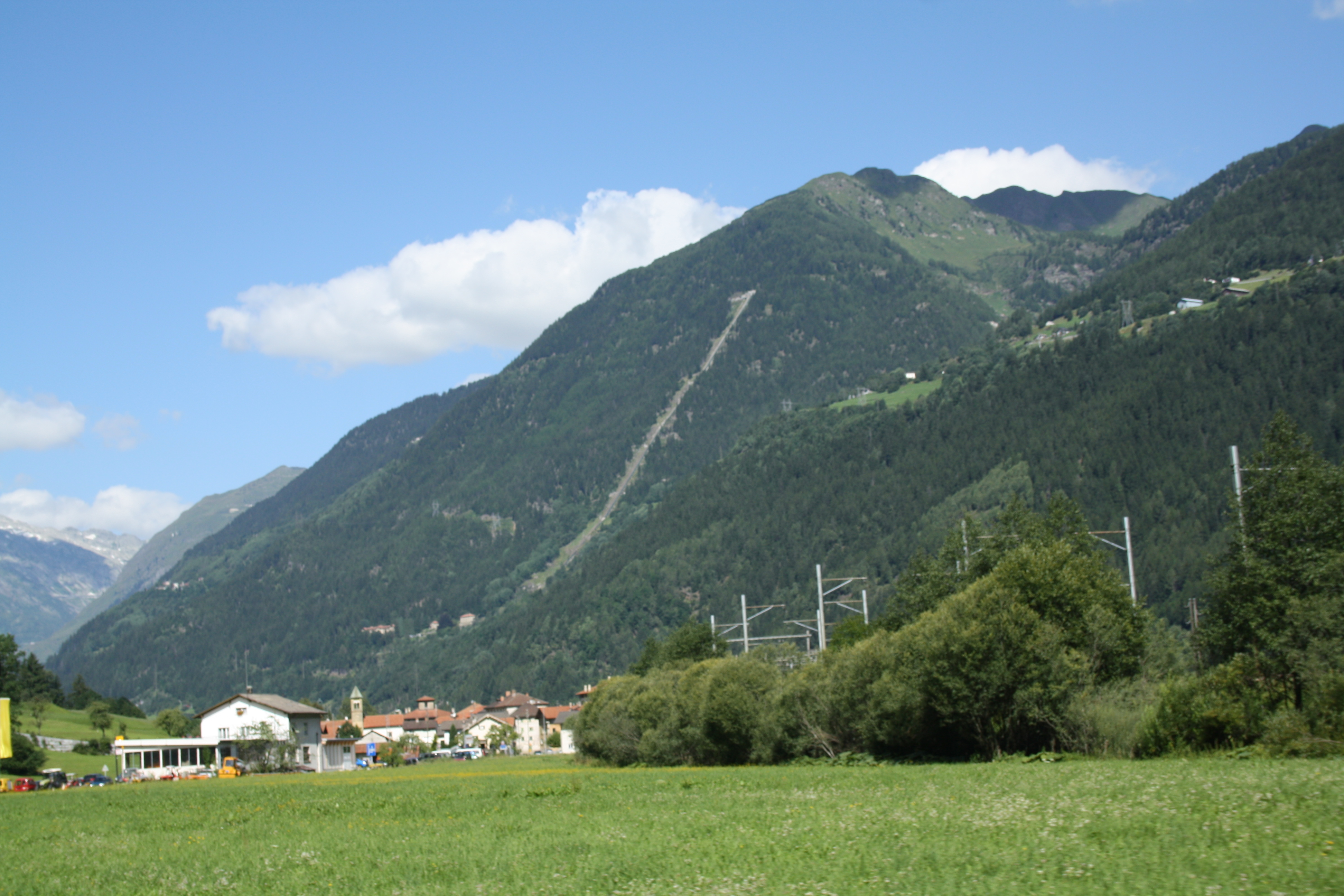
Het spoor is aangelegd voor de energiecentrale, maar nu is het ook een toeristenattractie in de regio Leventina in Quinto.

Het lijntje werd gebouwd voor de energiecentrale op de berg, maar tegenwoordig doet het meest dienst als toeristische attractie. Het bespaart menig wandelaar de steile tocht naar boven en vanaf het bergstation kan men wandelingen maken en het gehele Leventina overzien. 

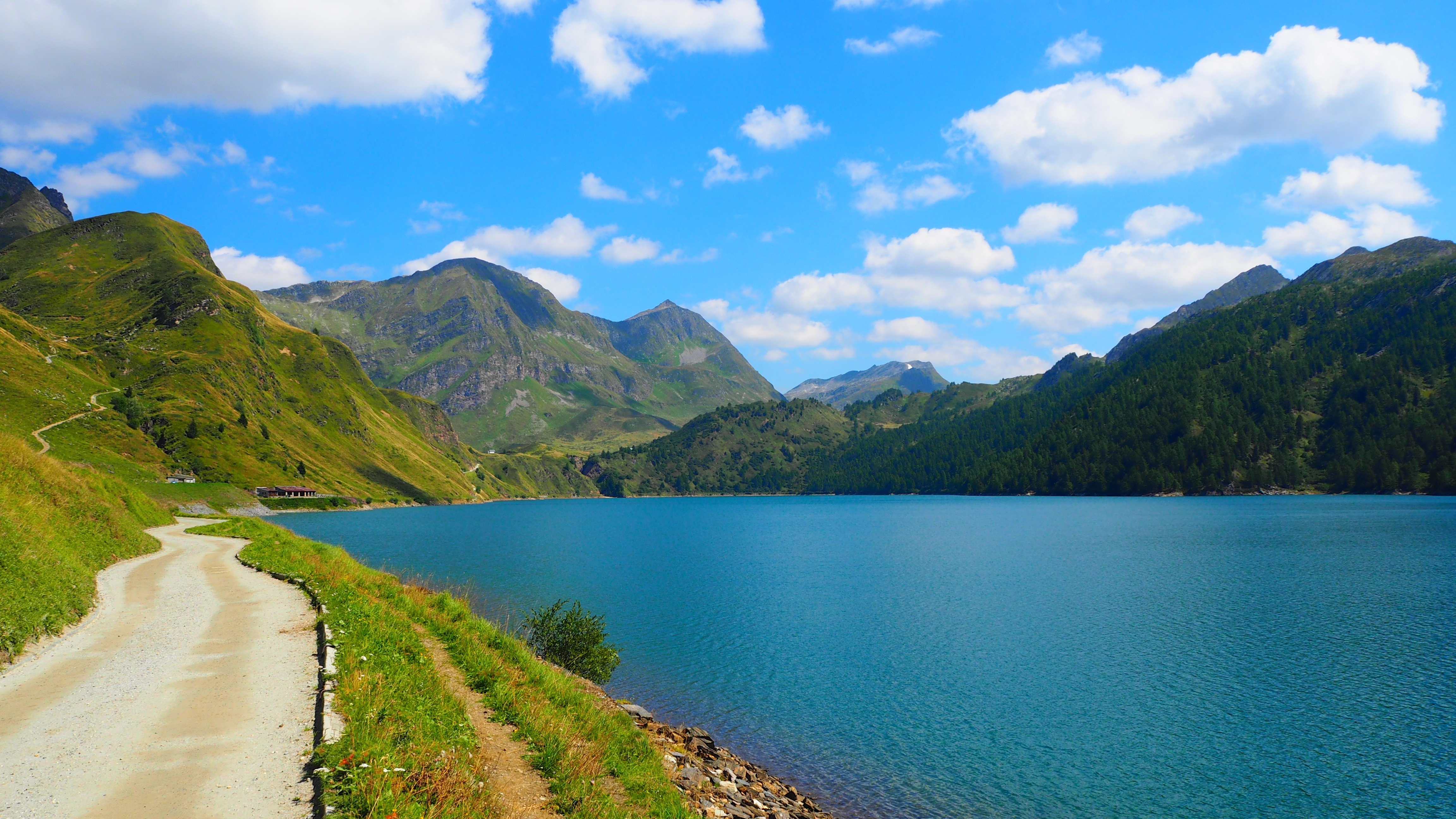
Het Ritommeer in Val Piora, 2015

 Het stuwmeer voorziet de regio van stroom maar ook op bepaalde tijden van water.
Bellinzona · Blenio · Leventina · Locarno · Lugano · Mendrisio · Riviera · Vallemaggia